# مارگریتا بوی
مارگریتا بوی (ایتالیایی: Margherita Buy؛ زادهٔ ۱۵ ژانویهٔ ۱۹۶۲) بازیگر اهل ایتالیا است.
وی بازیگر فیلم‌هایی همچون دوستان من، ایستگاه، ما یک پاپ داریم، مادر من، خانواده خوشبخت، روزهای ترک و جدایی، پینوکیو، لعنت به روزی که تو را ملاقات کردم، تحت درمان و راهنمای عشق بوده‌است.

## جوایز
- جایزه انجمن ملی فیلم ایتالیا بهترین بازیگر زن (۱۹۹۱، ۲۰۰۱، ۲۰۰۷، ۲۰۰۸، ۲۰۱۵)
- جایزه انجمن ملی فیلم ایتالیا بهترین بازیگر نقش مکمل زن (۲۰۰۲ و ۲۰۰۴)
- جایزه دیوید دی دوناتلو بهترین بازیگر زن (۱۹۹۱، ۱۹۹۹، ۲۰۰۸، ۲۰۱۳، ۲۰۱۵)